# Vasso Devetzi
Vasso Devetzi (Salonicco, 9 settembre 1927 – Parigi, 1º novembre 1987) è stata una pianista greca.
Era un'amica del compositore Mikīs Theodōrakīs e del soprano Maria Callas.
Tra gli anni sessanta e anni settanta ha vissuto lunghi periodi nell'Unione Sovietica. Durante i suoi ultimi anni fu presidente della Fondazione Maria Callas.